# Bracon nitidisoma
Bracon nitidisoma är en stekelart som beskrevs av Van Achterberg och Ng 2009. Bracon nitidisoma ingår i släktet Bracon och familjen bracksteklar. Inga underarter finns listade.